# پولینا کومار
پولینا کومار (روسی: Полина Дмитриевна Комар؛ IPA: [pɐˈlʲinə kɐˈmar]؛ زادهٔ ۴ نوامبر ۱۹۹۹) شناگر موزون اهل روسیه است.
وی در مسابقات کشوری و بین‌المللی در مجموع برندهٔ ۶ مدال طلا شده‌است.